# Turnia Blocheńska

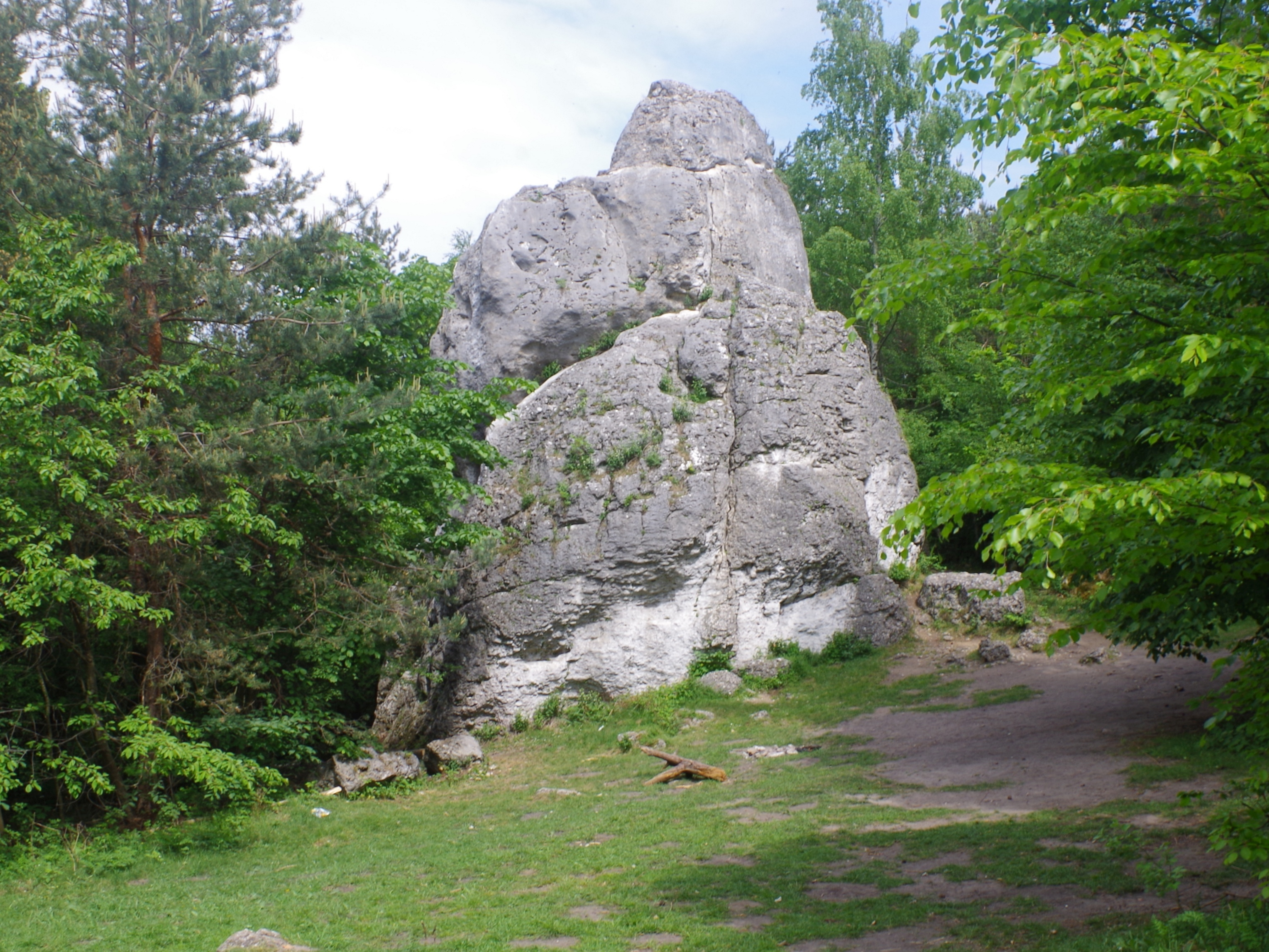
Blocheńska od południowego zachodu

Turnia Blocheńska – skała na Górze Zborów we wsi Kroczyce w województwie śląskim, w powiecie zawierciańskim, w gminie Kroczyce. Pod względem geograficznym znajduje się na Wyżynie Mirowsko-Olsztyńskiej, będącej częścią Wyżyny Częstochowskiej w obrębie Wyżyny Krakowsko-Częstochowskiej. Wraz ze skałą Rygiel wznosi się w lesie nad niewielką polanką po północnej stronie głównego zgrupowania skał Góry Zborów. Obok nich biegną dwa szlaki turystyczne.
Blocheńska Turnia znajduje się w obrębie rezerwatu przyrody Góra Zborów. Na określonych warunkach dopuszczono jednak na niej wspinaczkę skalną. Przez wspinaczy nazywana jest Blocheńską. Zbudowana z wapieni skała ma wysokość 10–12 m i jest samotnym ostańcem. Jest połoga, ma filar i pionowe ściany. Ściany wspinaczkowe o wystawie północno-zachodniej, północnej, południowej i południowo-wschodniej. Wspinacze poprowadzili w nich 9 dróg wspinaczkowych o trudności III – VI.1 w skali Kurtyki.

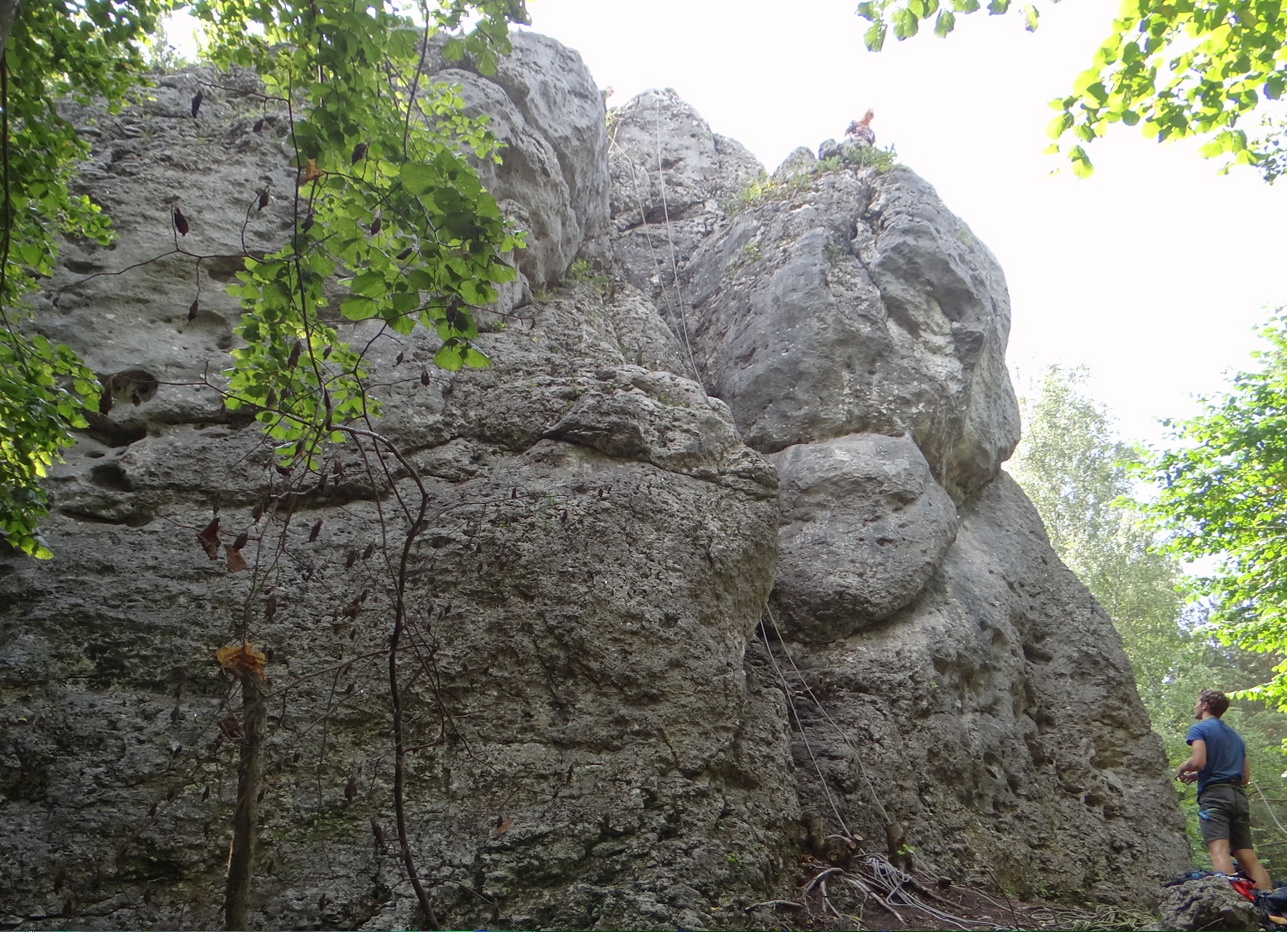

## Piesze szlaki turystyczne
Szlak Orlich Gniazd: Góra Janowskiego – Podzamcze – Karlin – Żerkowice – Morsko – Góra Zborów – Zdów-Młyny – Bobolice – Mirów – Niegowa.
 Szlak Rzędkowicki: Mrzygłód – Myszków – Góra Włodowska – Rzędkowickie Skały – Góra Zborów (parking u stóp góry).